# Drave des murs
Draba muralis
Espèce
Classification phylogénétique
La drave des murs, également appelée drave des murailles (Draba muralis), est une espèce de plantes à fleurs du genre Draba et de la famille des Brassicacées. C'est une plante herbacée annuelle ou bisannuelle trouvée en Europe, Afrique du Nord et Asie Mineure.

## Description
Plante haute de 8 à 45 cm dont les feuilles caulinaires sessiles, dentées, embrassent la tige par des oreillettes arrondies. Les fleurs blanches de 2 à 4 mm de diamètre sont d'abord serrées au sommet des tiges puis s'écartent les unes des autres au fur et à mesure que les tiges s'allongent. Le fruit est une silicule glabre de 4-6 mm de long, porté par un pédicelle de 5 à 12 mm étalé.

## Habitat
Prairies et pelouses, milieux rocheux, vieux murs, éboulis, falaises jusqu'à 1 500 mètres en montagne. 

## Distribution
Europe (sauf le Nord), Afrique du Nord, Madère, Asie mineure.

## Statut
En France, cette espèce est protégée en Alsace et en Île-de-France (Article 1).